# Хеммингинлетто
Хеммингинлетто — небольшой российский остров в северо-восточной части Финского залива, возле его северного берега.

## География
Будучи расположен в 5 км к востоку от российско-финляндской границы, административно подчинён Выборгскому району Ленинградской области. К северу от Хеммингинлетто располагается остров Каменистый, отделённый от первого 100-метровым проливом, а чуть дальше — Остров Павла Мессера. К западу от Хеммингинлетто, на расстоянии 2 км, лежит остров Козлиный, к северо-востоку, в 1,5 км, — Долгий Камень. Хеммингинлетто с 2017 года включен в состав 1 участка заповедника "Восток Финского залива". Заповедник создан постановлением правительства РФ 21 декабря 2017 года № 1603.
На острове возвышается маяк, фокальная плоскость которого располагается на высоте 7 м. Маяк даёт вспышку каждые 3,5 сек.: белую, красную или зелёную — в зависимости от курса приближения к маяку.

## История
Хеммингинлетто перешёл от Швеции к России в 1721 г. по Ништадтскому миру. В 1812-1917 гг. принадлежал Великому княжеству Финляндии, в 1917-1940 гг. независимой Финляндии.